# المنشأة الكبرى (قلين)
قرية المنشأة الكبرى هي إحدى القرى التابعة لمركز قلين في محافظة كفر الشيخ في جمهورية مصر العربية. حسب إحصاءات سنة 2018، بلغ إجمالي السكان في المنشأة الكبرى 19,547 نسمة منهم 9,730 رجل و9,817 امرأة.